# Arieh Warshel
Arieh Warshel, né le 20 novembre 1940 dans le kibboutz de Sdé-Nahum en Israël, est un chimiste israélo-américain. Il est colauréat du prix Nobel de chimie 2013 avec Michael Levitt et Martin Karplus.

## Biographie
Arieh Warshel naît dans le kibboutz de Sdé-Nahum dans la vallée de Bet She'an alors en Palestine mandataire. Il devient capitaine de Tsahal (IDF) pendant la guerre des Six Jours en 1967 et la guerre de Kippour en 1973.
Il obtient une licence de chimie au Technion d'Haïfa en 1966, puis fait sa thèse à l'Institut Weizmann où il obtient un doctorat en physique et chimie en 1969. Il émigre ensuite aux États-Unis pour faire un post-doctorat à l'université Harvard. De 1972 à 1976, il fait sa recherche à l'Institut Weizmann ainsi qu'à l'université de Cambridge. Il obtient un poste de chercheur statutaire dans le département de chimie de l'université de Californie du Sud en 1976 où il réalise l'ensemble de sa carrière.

## Apports scientifiques
L'essentiel des travaux d'Arieh Warshel a eu trait au développement des tout premiers programmes et modèles informatiques d'analyse et de prédiction des mécanismes intrinsèques des réactions enzymatiques et de modélisations moléculaires (pour les études structure/fonction).